# Murakami Haruki
Murakami Haruki (村上春樹; Hepburn: Murakami Haruki) (Kiotó, 1949. január 12. –) japán író és műfordító.

## Élete
1949. január 12-én született Kiotóban, de gyerekkorát Kóbe városában töltötte (ahova a híres földrengés után el is látogatott). 1971-ben feleségül vette Takahasi Jókót. Nagyapja egy buddhista szerzetes volt Kiotóban, hat fiúgyermeke közül Murakami apja (Csiáki Murakami) volt a második legidősebb, mindannyian buddhista oktatásban részesültek. Csiáki Murakamit egy sajnálatos adminisztrációs hiba miatt húszévesen besorozták egyetemi tanulmányai alatt, majd hazatérte után még két alkalommal is behívták a véres második kínai-japán háborúba. Anyja egy ószakai kereskedő család legidősebb lánygyermeke volt, a második világháború során az amerikai támadások által megsemmisült a családi üzlet, vőlegénye meghalt a háborúban. A háborúk mély nyomot hagytak mindkettejük életén. A háború után mindketten japán irodalmat tanítottak, amit Murakami hamar megelégelt és már fiatal korában is érdeklődést mutatott a nyugati kultúra iránt, különösen Kurt Vonnegut, Richard Brautigan, Günter Grass, a Beatles, Nat King Cole, Elvis Presley és a Beach Boys voltak rá hatással.
A tokiói Vaszeda Egyetemen rendezői szakon tanult. 1974-től 1981-ig egy jazzbárt vezetett Kokubundzsiban (Tokió) „Peter Cat” néven, amit előszeretettel látogattak japán diákok és amerikai katonák a közeli katonai bázisról. 1984 októberében Fudzsiszavába költözött, 50 km-re Tokiótól. 1986-ban Ósio városba költözött, majd elhagyta Japánt, bejárta Európát, járt Olaszországban és Görögországban, majd letelepedett az Egyesült Államokban. Egy évvel ezután jelent meg Norvég erdő című regénye, amelyből Japánban több mint egymillió példányt adtak el.
Az írás művészetét oktatta a Princeton, a Tufts és a Santa Ana-i William Howard Taft egyetemeken.
2001-ben visszaköltözött Japánba, Ósio városba.
Japán nyelven az ő fordításában jelentek meg többek közt F. Scott Fitzgerald, Raymond Carver, Truman Capote és John Irving művei is.

## Díjai és elismerései
- 1974-ben a Sindzsin Bungaku díjat nyerte el.
- 1985-ben a Tanizaki Dzsunicsiró díjat kapja meg.
- 1995-ben megjelent A kurblimadár krónikája című regényéért megkapta a Jomiuri irodalmi díjat, amelyet többek között Abe Kóbó is birtokolt.
- 2006-ban megkapta a Franz Kafka-díjat a Cseh Köztársaságban.
- 2007 – Kirijama-díj a Mekurajanagi to, nemuru onna (めくらやなぎと、眠る女?) című gyűjteménykötetéért, melyet azonban elvi meggondolásra hivatkozva nem vett át[2]
- 2009 – Jeruzsálem-díj[3]
- 2024-ben a Waseda Egyetem díszdoktora lett.[4]

A nemzetközi ismertséget 1987-es Norvég erdő című regénye hozta meg számára. Murakami műveit gyakran szokták a populáris irodalomhoz sorolni. A mágikus realizmus irányzatát követő szürreális és humoros írásainak visszatérő témái az elidegenedés, a magány, a vágyódás és a szerelem.

## Művei
| Eredeti kiadás | Eredeti kiadás                                                                                            | Magyar kiadás | Magyar kiadás                                                                                          |
| Év             | Cím | Év            | Cím (fordító, kiadó, kiadás helye)                                                                     |
| -------------- | --- | ------------- | --- |
| 1979           | Kaze no uta o kike (風の歌を聴け)                                                                         | 2016          | Hallgasd a szél dalát! Mayer Ingrid; Geopen, Budapest                                                  |
| 1980           | 1973-nen no pinbóru (1973年のピンボール)                                                                  | 2016          | Flipper, 1973 Mayer Ingrid; Geopen, Budapest                                                           |
| 1982           | Hicudzsi o meguru bóken (羊をめぐる冒険)                                                                  | 2007          | Birkakergető nagy kaland Erdős György; Geopen, Budapest                                                |
| 1985           | Szekai no ovari to hádoboirudo vandárando (世界の終りとハードボイルド・ワンダーランド)                    | 1998, 2008    | Világvége és a keményre főtt csodaország Erdős György; Európa, Budapest                                |
| 1987           | Noruvei no mori (ノルウェイの森)                                                                          | 2008          | Norvég erdő Nagy Mónika; Geopen, Budapest                                                              |
| 1988           | Danszu danszu danszu (ダンス・ダンス・ダンス)                                                             | 2010          | Tánc, tánc, tánc Erdős György; Geopen, Budapest                                                        |
| 1992           | Kokkjó no minami, taijó no nisi (国境の南、太陽の西)                                                      | 2007          | A határtól délre, a naptól nyugatra Horváth Kriszta; Geopen, Budapest                                  |
| 1992–1995      | Nedzsimaki-dori kuronikuru (ねじまき鳥クロニクル)                                                         | 2009          | A kurblimadár krónikája Erdős György; Geopen, Budapest                                                 |
| 1993           | Zó no sómecu (象の消滅)                                                                                   | 2014          | Köddé vált elefánt Nagy Anita; Geopen, Budapest                                                        |
| 1999           | Szupútoniku no koibito (スプートニクの恋人)                                                               | 2006          | Szputnyik, szívecském! Komáromy Rudolf; Geopen, Budapest, 2006                                         |
| 2002           | Umibe no Kafuka (海辺のカフカ)                                                                            | 2006          | Kafka a tengerparton Erdős György; Geopen, Budapest                                                    |
| 2004           | Afutá Dáku (アフターダーク)                                                                               | 2016          | Sötétedés után Nagy Anita; Geopen, Budapest                                                            |
| 2007           | Hasiru koto ni cuite kataru toki ni boku no kataru koto (走ることについて語るときに僕の語ること)          | 2012          | Miről beszélek, amikor futásról beszélek? (Nem kötelező szenvedni), ford. Nagy Anita; Geopen, Budapest |
| 2009           | 1Q84 (Icsi-kjú-hacsi-jon)                                                                                 | 2011–2012     | 1Q84 (Ezerkülöncszáznyolcvannégy), I–III. Erdős György, Nagy Anita; Geopen, Budapest                   |
| 2013           | Sikiszai vo motanai Tazaki Cukuru to, kare no dzsunrei no tosi (色彩を持たない多崎つくると、彼の巡礼の年) | 2013          | A színtelen Tazaki Cukuru és zarándokévei Nagy Anita; Geopen, Budapest                                 |
| 2014           | Onna no inai otokotacsi (女のいない男たち)                                                                | 2015          | Férfiak nők nélkül Nagy Anita; Geopen, Budapest                                                        |
| 2015           | Sokugjó tosite no sószecuka (職業としての小説家)                                                          | 2024          | Mesterségem a regényírás Mayer Ingrid; Geopen, Budapest                                                |
| 2017           | Kisidancsó gorosi（騎士団長殺し）                                                                         | 2019–2020     | A kormányzó halála Ikematsu-Papp Gabriella, Mayer Ingrid; Geopen, Budapest                             |
| 2020           | Icsininsó tanszú (一人称単数）                                                                            | 2021          | Egyes szám, első személy Mayer Ingrid; Geopen, Budapest                                                |
| 2023           | Macsi to szono futasikana kabe (街とその不確かな壁)                                                       | 2025          | A város és bizonytalan falai Mayer Ingrid; Geopen, Budapest                                            |